# لوك ريتشاردسون
لوك ريتشاردسون هو لاعب هوكي الجليد كندي، ولد في 26 مارس 1969 في أوتاوا في كندا.

## وصلات خارجية
- لوك ريتشاردسون على موقع دوري الهوكي الوطني (الإنجليزية)
- لوك ريتشاردسون على موقع قاعة مشاهير الهوكي (لاعب أن.إتش.أل) (الإنجليزية)
- لوك ريتشاردسون على موقع EliteProspects.com (الإنجليزية)
- لوك ريتشاردسون على موقع HockeyDB.com (الإنجليزية)
- لوك ريتشاردسون على موقع Hockey-Reference.com (الإنجليزية)